# Essy Persson
Essy Ingeborg Vilhelmina Persson, født 15. juni 1941 i Johanneberg, Göteborgs och Bohus län, er en svensk tidligere skuespiller og nuværende billedkunstner.

## Karriere
Essy Persson var i sine unge dage sekretær, men studerede parallelt hermed på en privat teaterskole. Hun fik sin første teaterrolle i 1963, og to år senere slog hun igennem med hovedrollen i den dansk-svenske film Jeg - en kvinde over for blandt andre etablerede stjerner som Preben Mahrt og Jørgen Reenberg. Denne for sin tid ret vovede rolle blev både en fordel og en ulempe for hende: Hun blev snart kendt over store dele af verden, men også for altid forbundet med sin rolle i netop den film. Hun fik roller i et par internationale produktioner, men vendte tilbage til hjemlandet, hvor det blandt andet blev til nogle roller i tv-serier, som Et købmandshus i skærgården (1972) og Profitörerna (1983).
Så tidligt som i 1973 havde hun stort set lagt skuespilfaget bag sig og gav sig i stedet til at studere på Konsthögskolan og senere på Konstfack. Hun har siden midten af 1980'erne ernæret sig som billedkunstner.

## Filmografi
- 1965 – Slå først, Frede!, hvor hun spiller rollen som Sonja
- 1965 – Jeg - en kvinde, hvor hun spiller rollen som Liv
- 1965 – Flygplan saknas, hvor hun spiller rollen som Eva
- 1966 – Åsa-Nisse i raketform, hvor hun spiller rollen som journalist og Lapp-Lisa
- 1966 – Träfracken, hvor hun spiller rollen som søster Berit
- 1967 – ...4 ...3 ...2 ...1 ...morte, hvor hun spiller rollen som Thora
- 1967 – Das Rasthaus der grausamen Puppen, hvor hun spiller rollen som Betty Williams
- 1968 – Therese und Isabell, hvor hun spiller rollen som Thérèse
- 1968 – Lejonsommar, hvor hun spiller rollen som Eliza
- 1970 – Söderkåkar, miniserie hvor hun spiller rollen som Maj-Britt
- 1970 – Varulvens dødshyl, hvor hun spiller rollen som Lady Patricia Whitman
- 1971 – Vill så gärna tro, hvor hun spiller rollen som Agneta
- 1972 – Ett Köpmanshus i skärgården, miniserie
- 1980 – Blomstrande tider, hvor hun spiller rollen som Doris
- 1983 – Profitörerna, hvor hun spillede med i to afsnit: Bordellkungen (1983) og En horas himlafärd (1983)

## Eksterne links
- Essy Persson på Internet Movie Database (engelsk)
- Essy Persson på Filmdatabasen
- Essy Persson på danskefilm.dk
- Essy Persson på danskfilmogtv.dk
- Essy Persson på Scope
- Essy Persson på Svensk Filmdatabas (svensk)
- Essy Persson på AllMovie (engelsk)
- Essy Persson på The Movie Database (engelsk)